# Rouffignac-de-Sigoulès
Pour les articles homonymes, voir Rouffignac (homonymie).
Rouffignac-de-Sigoulès est une commune française située dans le département de la Dordogne, en région Nouvelle-Aquitaine.

## Géographie

### Situation
Rouffignac-de-Sigoulès est une commune située dans le Sud de la Dordogne, dans le  Bergeracois et le Périgord pourpre. Elle est localisée sur la route départementale 933 (ancienne nationale 133) entre Bergerac et Marmande. La commune fait partie de l'aire d'attraction de Bergerac, dans le canton de Sigoulès et de la communauté de communes des Coteaux de Sigoulès.
Elle est bordée à l’Ouest et au Nord par la commune de Pomport dont elle est séparée par le ruisseau du Courbarieux de Labarde qui prend sa source vers La Desvignes et se jette dans la rivière Gardonnette juste après le lieu-dit Pissegasse. La limite Est est formée par la commune de Monbazillac dont la bordure est déterminée par le ruisseau des Giroux ou de Fontindoule qui prend sa source vers le lieu-dit Tabardine. Il rejoint la Gardonnette face au château de Bridoire.
Au sud, les communes de Ribagnac, Singleyrac et Flaugeac sont mitoyennes et leur limite est matérialisée par la rivière La Gardonnette. Elle longe Rouffignac-de-Sigoulès au Sud dans un vallon qu’on appelait autrefois « le vallon de Vaucaucourt » (ou Vaucocour). Ce nom est issu d’une noblesse issue du Périgord Vert, du côté de Thiviers, qui avait quelques possessions dans la région car, dans l’église de Sigoulès, les nobles de Vaucocourt du Cluzeau avaient leur chapelle avec porte donnant directement sur l'extérieur.
La Gardonnette prend sa source près du bourg de Bouniagues en bas de Labadie et plus exactement à La Rayre dans la commune de Colombier. Elle passe à Pomport et rejoint la Dordogne en amont de Gardonne d’où son nom. Gardoneta est un diminutif de Gardone, un nom qui apparaît au XIIIe siècle, en 1226 plus exactement, et vient d'une base pré celtique vard (que l'on retrouve dans le Gardon, le Gard ou le Verdon), accompagnée d'un suffixe gaulois, -ona, présent lui aussi dans le nom d'autres rivières ou sources.

### Voies de communication
La route départementale 933 qui traverse Rouffignac, va de Périgueux à l'Espagne en passant par Mont-de-Marsan et Saint-Jean-Pied-de-Port.
Elle existait dans un état déplorable et sans accotements jusqu'au XIXe siècle. En 1830, sous le règne de Louis-Philippe, il a été décidé de la refaire entièrement et une première étude fut entreprise. Devant la lenteur du préfet de l’époque à engager les travaux, les habitants de Rouffignac et des communes avoisinantes firent des pétitions envoyées directement au ministre des Travaux publics qui répondit qu'il était impossible de débloquer des fonds. Finalement, elle a été classée route royale numéro 133 et, le 6 janvier 1832, après d’autres études de faisabilité et de tracé, le conseil général décida de prendre en charge la moitié des dépenses et les travaux purent commencer. Ils consistaient en un alignement du tracé, un nivellement, un remblaiement et un encaillassage total. C’est à cette époque qu’a eu lieu la construction du pont sur la Gardonnette, renforcé de deux arches de secours dans les années 1840.
Sous le règne de Napoléon III cette route devint Route Impériale numéro 133 et enfin route nationale 133. Elle était entièrement bordée d’ormeaux qui ont été coupés en 1951. En 1900, la route n’est pas encore goudronnée et beaucoup de « têtes de chats » (pierres au profil aigu) dépassent. Elle n’a finalement été revêtue qu’aux alentours des années 1920.
Elle suit à peu près la route Napoléon[pas clair], traversant la commune du Nord au Sud. Sa largeur aurait dû être de 13 mètres si le plan d’alignement des Ponts et Chaussées des années 1950 avait été appliqué. En 1962, pour alléger les charges de l’état, la nationale 133 s’est retrouvée rétrogradée en Départementale 933. De ce fait, sa largeur imposée n’était plus que de 11 mètres au grand soulagement de certains propriétaires.
Cette route vient de Bergerac au Nord et débouche sur la commune après une longue ascension des coteaux par la côte du Peyrat jusqu’à une altitude de 160 mètres environ. Une portion droite de 1,2 kilomètre, mène au bourg. Cette portion n’a pas toujours été droite, elle faisait une courbe du côté de Bel Air. Dans le bourg elle n’avait pas la même trajectoire, un redressement du tracé et un changement d’assiette a eu lieu. La route arrivait presque face à une grosse bâtisse dotée d’un grand porche qui était une auberge routière et servait de relais de poste et de diligence aux alentours des années 1800. Elle a été aussi le siège de la régie des tabacs vers 1930. Le relais de poste s’est trouvé ensuite transféré là où subsiste L’Auberge de Monbazillac et la route reprend à cet endroit son tracé actuel. La route ressortait au Sud par un gué traversant la rivière Gardonnette à la hauteur du Moulin de Pierrot situé sur la commune de Flaugeac mitoyenne. Il a été utilisé jusque dans les années 1950 presque uniquement pour faire passer les charrettes ou bien les vaches. Ensuite, il y a eu un pont vers 1830 et enfin, un changement de tracé qui a coupé des virages dangereux en 1980.
À partir de 1834, elle est bordée de bornes kilométriques car le 15 novembre 1833 a été décrété l’exécution de la mesure prescrivant le placement de bornes kilométriques le long des routes Royales et départementales. L’entretien des routes secondaires était assuré par les habitants de la commune car chaque propriétaire devait donner 3 jours durant l’année pour leur réfection.
Rouffignac-de-Sigoulès dispose de deux chemins de randonnées aux boucles imbriquées dont la première permet de couvrir une distance de 10 kilomètres et la seconde de 6 kilomètres. Ils font partie d'un ensemble de chemins couvrant la totalité de la Communauté de Communes pour un développement total de 300 kilomètres, tous interconnectés, ils bénéficient de la signalisation normalisée. Le tracé des randonnées est récapitulé sur un panneau se situant sur le parking face à la salle des fêtes, le départ s'effectue devant la mairie.

### Communes limitrophes
ouffignac-de-Sigoulès est limitrophe de cinq autres communes dont Ribagnac au sud-est sur un peu plus de 300 mètres.
|         |                        |                      |
| Pomport | Rouffignac-de-Sigoulès | Monbazillac          |
|         | Sigoulès-et-Flaugeac   | Ribagnac, Singleyrac |

### Géologie et relief

#### Géologie
Situé sur la plaque nord du Bassin aquitain et bordé à son extrémité nord-est par une frange du Massif central, le département de la Dordogne présente une grande diversité géologique. Les terrains sont disposés en profondeur en strates régulières, témoins d'une sédimentation sur cette ancienne plate-forme marine. Le département peut ainsi être découpé sur le plan géologique en quatre gradins différenciés selon leur âge géologique. Rouffignac-de-Sigoulès est située dans le quatrième gradin à partir du nord-est, un plateau formé de dépôts siliceux-gréseux et de calcaires lacustres de l'ère tertiaire.
Les couches affleurantes sur le territoire communal sont constituées de formations superficielles du Quaternaire et de roches sédimentaires datant du Cénozoïque. La formation la plus ancienne, notée e6-7, se compose d'argiles à Palaeotherium, des argiles carbonatées silteuses versicolores à niveaux sableux (Bartonien supérieur à Priabonien inférieur continental). La formation la plus récente, notée Fy3-z, fait partie des formations superficielles de type alluvions subactuelles à actuelles. Le descriptif de ces couches est détaillé dans  la feuille « no 830 - Eymet » de la carte géologique au 1/50 000 de la France métropolitaine, et sa notice associée.

Carte géologique de Rouffignac-de-Sigoulès.

#### Relief et paysages
Le département de la Dordogne se présente comme un vaste plateau incliné du nord-est (491 m, à la forêt de Vieillecour dans le Nontronnais, à Saint-Pierre-de-Frugie) au sud-ouest (2 m à Lamothe-Montravel). L'altitude du territoire communal varie quant à elle entre 62 mètres et 163 mètres,.
Dans le cadre de la Convention européenne du paysage entrée en vigueur en France le 1er juillet 2006, renforcée par la loi du 8 août 2016 pour la reconquête de la biodiversité, de la nature et des paysages, un atlas des paysages de la Dordogne a été élaboré sous maîtrise d’ouvrage de l’État et publié en octobre 2020. Les paysages du département s'organisent en huit unités paysagères,. La commune est dans le Bergeracois, une région naturelle présentant un relief contrasté, avec les deux grandes vallées de la Dordogne et du Dropt séparées par un plateau plus ou moins vallonné, dont la pente générale s’incline doucement d’est en ouest. Ce territoire offre des paysages ouverts qui tranchent avec les paysages périgourdins. Il est composé de vignes, vergers et cultures,.
La superficie cadastrale de la commune publiée par l'Insee, qui sert de référence dans toutes les statistiques, est de 6,52 km2,,. La superficie géographique, issue de la BD Topo, composante du Référentiel à grande échelle produit par l'IGN, est quant à elle de 6,54 km2.

### Hydrographie

#### Réseau hydrographique
La commune est située dans le bassin de la Dordogne au sein du Bassin Adour-Garonne. Elle est drainée par le Gardonnette, le Courbarieux, le ruisseau des Giroux et par divers petits cours d'eau, qui constituent un réseau hydrographique de 12,5 km de longueur totale,.
La Gardonnette, d'une longueur totale de 24,6 km, prend sa source dans la commune de Bouniagues et se jette dans la Dordogne en rive gauche en limite de Gardonne et de Lamonzie-Saint-Martin, face à Saint-Pierre-d'Eyraud,. Elle borde la commune au sud sur plus de trois kilomètres, face à Ribagnac, Singleyrac et Sigoulès-et-Flaugeac.
Son affluent le ruisseau des Giroux sert de limite territoriale sur deux kilomètres et demi à l'est, face à Monbazillac.
Autre affluent de la Gardonnette, le Courbarieux marque la limite communale à l'ouest sur trois kilomètres et demi, face à Pomport.

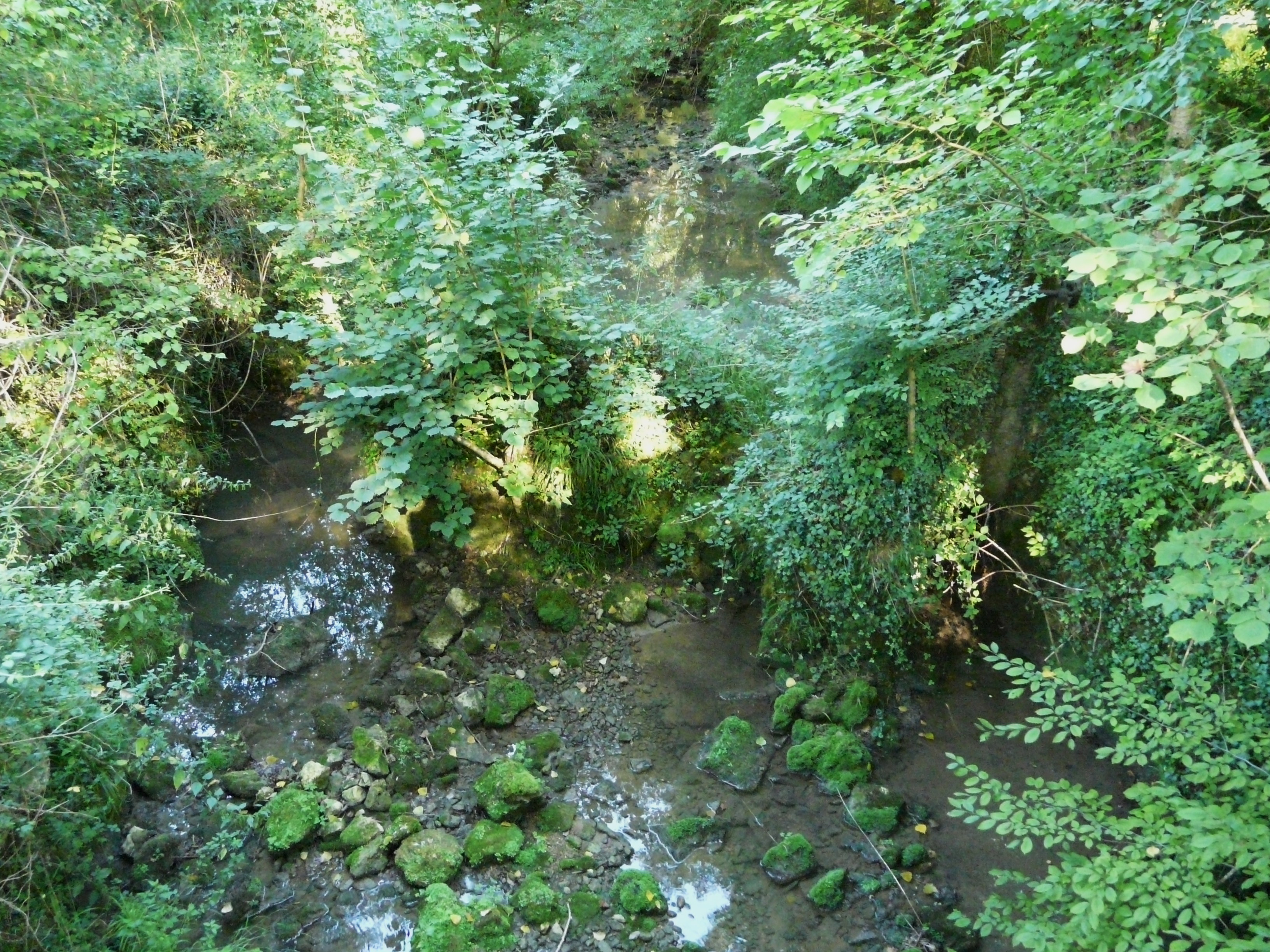
La Gardonnette presque à sec en été, en contrebas du château de Bridoire, en limite des communes de Ribagnac et Rouffignac-de-Sigoulès.
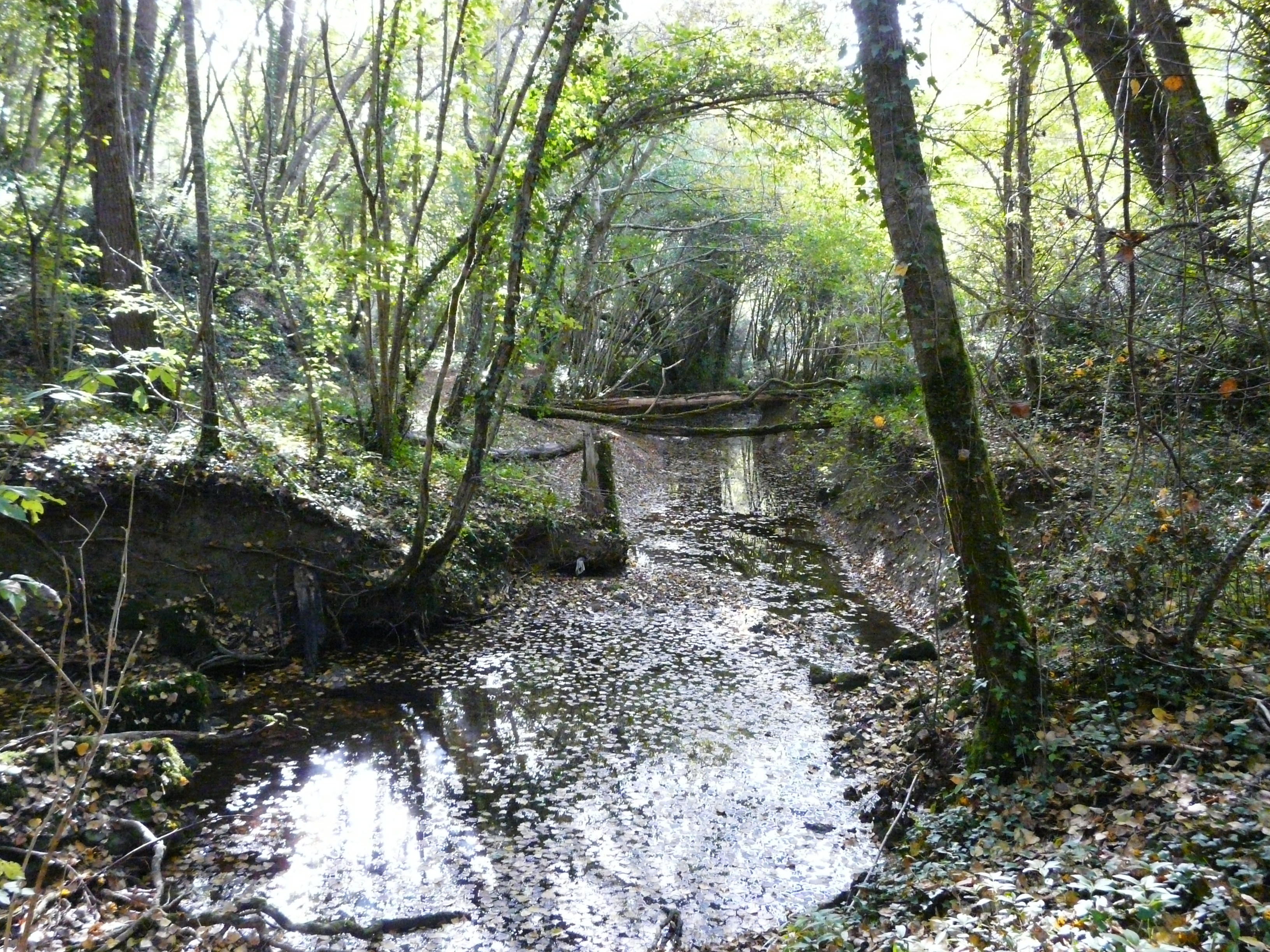
La Gardonnette en limite de Rouffignac-de-Sigoulès (à droite) et Singleyrac.
Réseaux hydrographique et routier de Rouffignac-de-Sigoulès.

#### Gestion et qualité des eaux
Le territoire communal est couvert par le schéma d'aménagement et de gestion des eaux (SAGE) « Dordogne Atlantique ». Ce document de planification, dont le territoire correspond au sous‐bassin le plus aval du bassin versant de la Dordogne (aval de la confluence Dordogne - Vézère)., d'une superficie de 2 700 km2 est en cours d'élaboration. La structure porteuse de l'élaboration et de la mise en œuvre est l'établissement public territorial de bassin de la Dordogne (EPIDOR). Il définit sur son territoire les objectifs généraux d’utilisation, de mise en valeur et de protection quantitative et qualitative des ressources en eau superficielle et souterraine, en respect des objectifs de qualité définis dans le troisième SDAGE  du Bassin Adour-Garonne qui couvre la période 2022-2027, approuvé le 10 mars 2022.
La qualité des eaux de baignade et des cours d’eau peut être consultée sur un site dédié géré par les agences de l’eau et l’Agence française pour la biodiversité.

### Climat
Pour des articles plus généraux, voir Climat de la Nouvelle-Aquitaine et Climat de la Dordogne.
Historiquement, la commune est exposée à un climat océanique aquitain.  
En 2020, Météo-France publie une typologie des climats de la France métropolitaine dans laquelle la commune est exposée à un climat océanique et est dans la région climatique  Aquitaine, Gascogne, caractérisée par une pluviométrie abondante au printemps, modérée en automne, un faible ensoleillement au printemps, un été chaud (19,5 °C), des vents faibles, des brouillards fréquents en automne et en hiver et des orages fréquents en été (15 à 20 jours).
Pour la période 1971-2000, la température annuelle moyenne est de 12,8 °C, avec  une amplitude thermique annuelle de 15,1 °C. Le cumul annuel moyen de précipitations est de 853 mm, avec 12,1 jours de précipitations en janvier et 6,5 jours en juillet. Pour la période 1991-2020, la température moyenne annuelle observée sur la station météorologique la plus proche, située sur la commune de Bergerac à 8 km à vol d'oiseau, est de 13,2 °C et le cumul annuel moyen de précipitations est de 792,9 mm,. Pour l'avenir, les paramètres climatiques de la commune estimés pour 2050 selon différents scénarios d’émission de gaz à effet de serre sont consultables sur un site dédié publié par Météo-France en novembre 2022.

## Urbanisme

### Typologie
Au 1er janvier 2024, Rouffignac-de-Sigoulès est catégorisée commune rurale à habitat dispersé, selon la nouvelle grille communale de densité à 7 niveaux définie par l'Insee en 2022.
Elle est située hors unité urbaine. Par ailleurs la commune fait partie de l'aire d'attraction de Bergerac, dont elle est une commune de la couronne,. Cette aire, qui regroupe 73 communes, est catégorisée dans les aires de 50 000 à moins de 200 000 habitants,.

### Occupation des sols
L'occupation des sols de la commune, telle qu'elle ressort de la base de données européenne d’occupation biophysique des sols Corine Land Cover (CLC), est marquée par l'importance des territoires agricoles (86,8 % en 2018), une proportion identique à celle de 1990 (86,8 %). La répartition détaillée en 2018 est la suivante : 
cultures permanentes (57,2 %), zones agricoles hétérogènes (17,1 %), forêts (13,2 %), terres arables (11,2 %), prairies (1,2 %). L'évolution de l’occupation des sols de la commune et de ses infrastructures peut être observée sur les différentes représentations cartographiques du territoire : la carte de Cassini (XVIIIe siècle), la carte d'état-major (1820-1866) et les cartes ou photos aériennes de l'IGN pour la période actuelle (1950 à aujourd'hui).

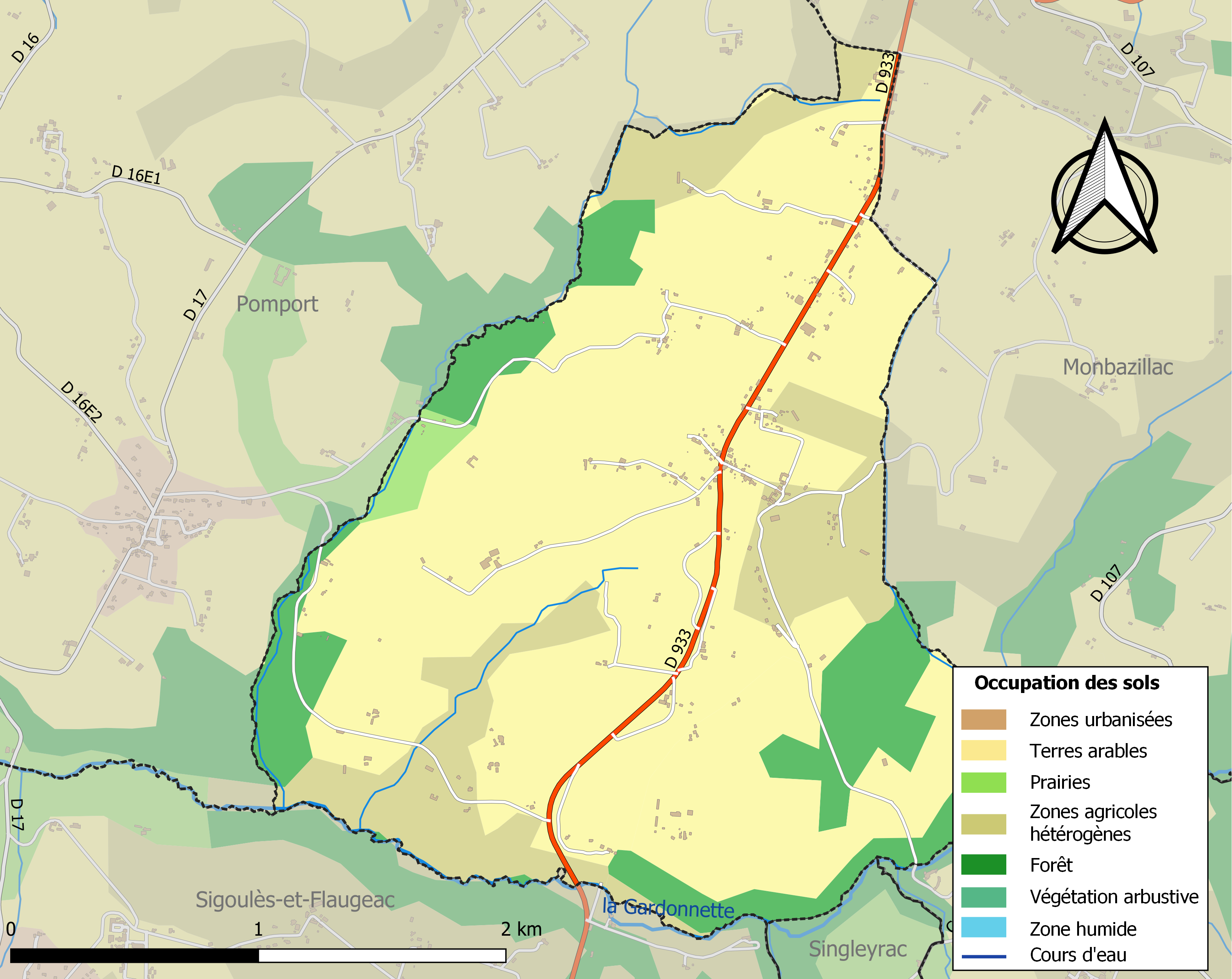
Carte des infrastructures et de l'occupation des sols de la commune en 2018 (CLC).

### Prévention des risques

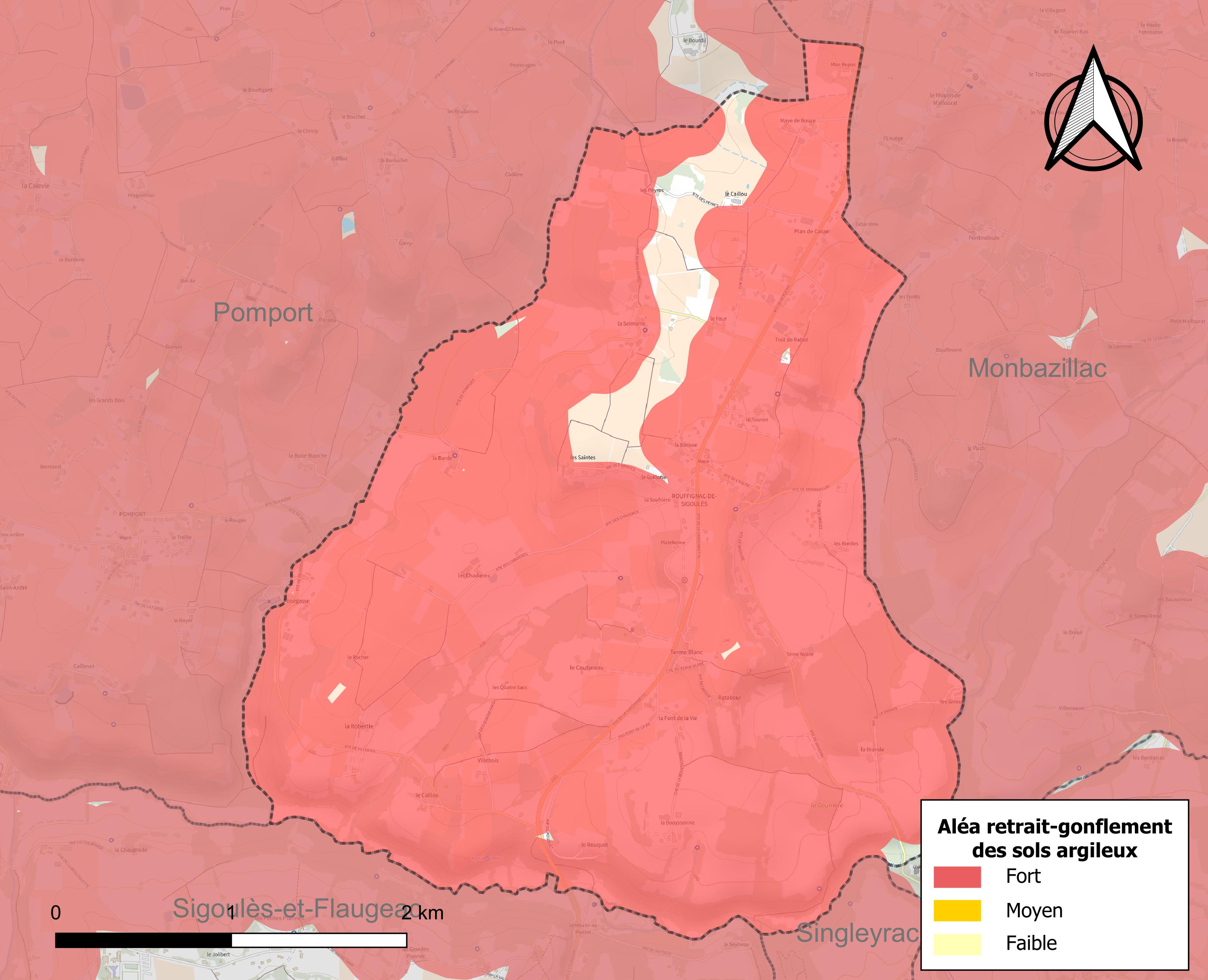
Carte des zones d'aléa retrait-gonflement des sols argileux de Rouffignac-de-Sigoulès.

Le territoire de la commune de Rouffignac-de-Sigoulès est vulnérable à différents aléas naturels : météorologiques (tempête, orage, neige, grand froid, canicule ou sécheresse), feux de forêts, mouvements de terrains et séisme (sismicité très faible). Un site publié par le BRGM permet d'évaluer simplement et rapidement les risques d'un bien localisé soit par son adresse soit par le numéro de sa parcelle.
Rouffignac-de-Sigoulès est exposée au risque de feu de forêt. L’arrêté préfectoral du 14 mars 2013 fixe les conditions de pratique des incinérations et de brûlage dans un objectif de réduire le risque de départs d’incendie. À ce titre, des périodes sont déterminées : interdiction totale du 15 février au 15 mai et du 15 juin au 15 octobre, utilisation réglementée du 16 mai au 14 juin et du 16 octobre au 14 février. En septembre 2020, un plan inter-départemental de protection des forêts contre les incendies (PidPFCI) a été adopté pour la période 2019-2029,.
Les mouvements de terrains susceptibles de se produire sur la commune sont des tassements différentiels. Le retrait-gonflement des sols argileux est susceptible d'engendrer des dommages importants aux bâtiments en cas d’alternance de périodes de sécheresse et de pluie. 94,3 % de la superficie communale est en aléa moyen ou fort (58,6 % au niveau départemental et 48,5 % au niveau national métropolitain). Depuis le 1er octobre 2020, en application de la loi ÉLAN, différentes contraintes s'imposent aux vendeurs, maîtres d'ouvrages ou constructeurs de biens situés dans une zone classée en aléa moyen ou fort,.
La commune a été reconnue en état de catastrophe naturelle au titre des dommages causés par les inondations et coulées de boue survenues en 1982, 1999 et 2018, par la sécheresse en 1992, 1995, 2005 et 2011 et par des mouvements de terrain en 1999 et 2020.

## Toponymie

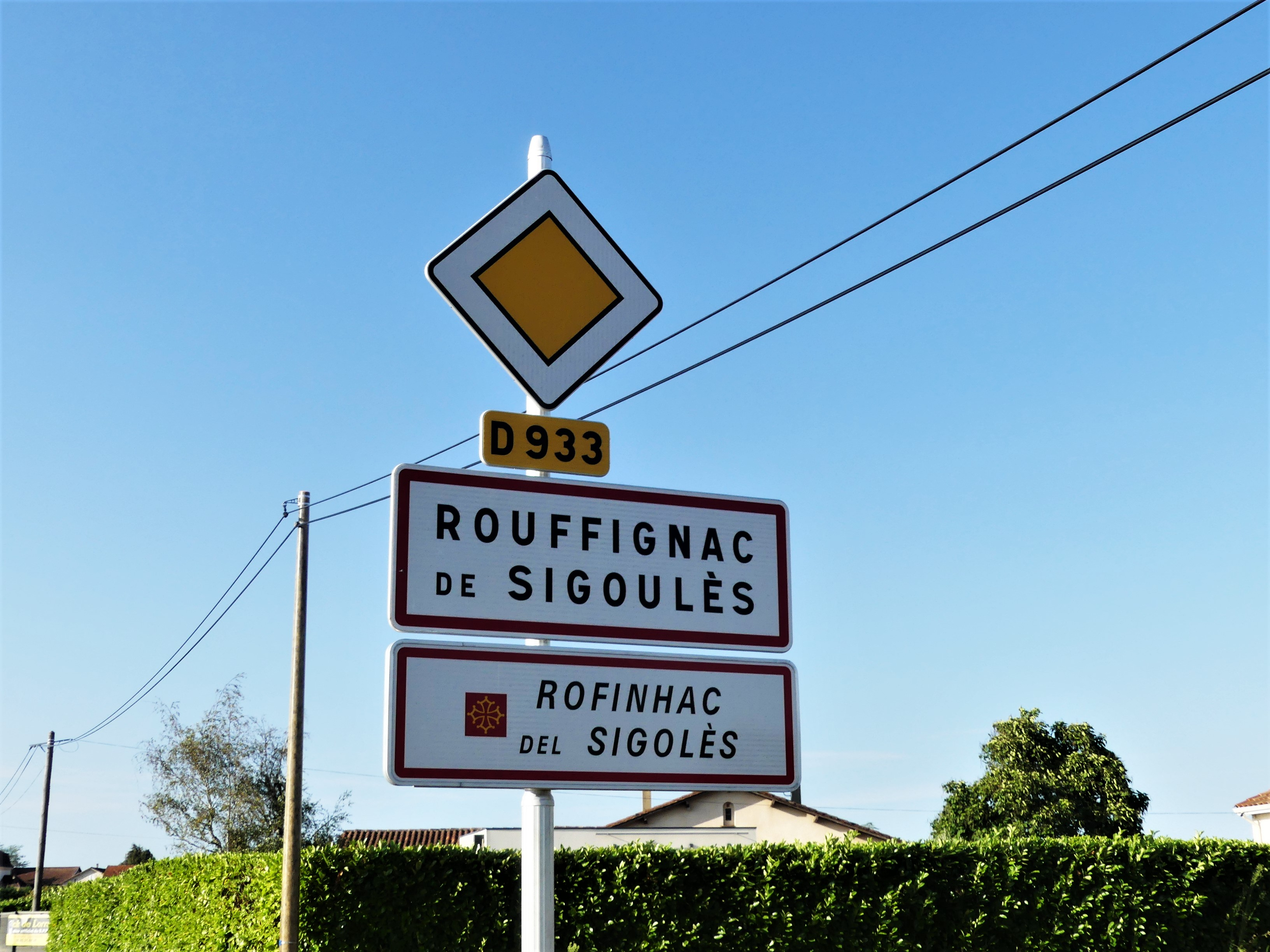
Panneau d'entrée en français et occitan.

Rouffignac-de-Sigoulès, fut un temps appelé Rouffignac par Monbazillac, surtout pour les commodités du service postal. Rouffignac s’est appelé « de Sigoulès » afin de le différencier de son homonyme du Périgord noir, l'actuelle commune de Rouffignac-Saint-Cernin-de-Reilhac. En 1713, le village s’appelait Rouffignac-en-Périgord.
Sur une carte du XVIIe siècle, Militaria Gallica, est relevé le nom de Rofignac alors que dans les Fonds Raymond et Fonds de la Seigneurie de Bridoire est relevé le nom de Rouffinhac.
Plusieurs explications existent quant à l'origine exacte du nom de la commune. La première serait que le nom viendrait des termes gallo-romains Rufinius (nominatif) et -acum (le lieu appartenant à), ce qui signifiait donc le « lieu appartenant à Rufinius ».
Une seconde explication est que la commune s'appelait à l'époque romaine Rufiniacum (ou Rouffiniacoum selon la prononciation italienne), du nom d'un haut fonctionnaire romain, Flavius Rufinus (335-395) qui était proche de l'empereur Théodose le Grand. La dernière explication est que le nom dériverait des termes roffie ou raufie qui désignent une grotte, une caverne et par extension des repaires cachés dans les bois ou les creux de rocher, étant précisé qu'il existe effectivement une grotte à proximité de la commune.
En occitan, la commune porte le nom de Rofinhac del Sigolés,.

### Lieux-dits

#### Lieux-dits actuels
- Bonnefond (La bonne fontaine)
- La Barde (La bordure)
- La Bâtisse, La Battice (1820), La Bâttisse (1850), La Bastice (1835)
- La Bouyssonnie, La Bouysonnie, La Boyssonie : Lieu appartenant à Bouyssou à cause du ‘ie’ final
- La Brande (La bruyère)
- La Font de la Vie : La fontaine du chemin (Via.) et pas de jouvence
- La Fontainguillière
- La Gourrière, La Gourière : Lieu surplombant le vallon
- La Guillonnie, La Guilhonie (1835) : Lieu appartenant à Guilhon
- La Robertie, La Roubertie (1823) : Propriété de Robert
- La Selmonie, La Salmonie, La Sermonée : Sermon ou bien cérémonie
- La Soufrière, La Souquière (jusqu'en 1823) : Lieu défriché où il reste des souches
- Les Caillauds (1835) : Le caillou en patois et aussi Dolmen
- Le Caillou, Les Cailloux (1835)
- Le Coutureau, Les Coutureaux : Petite culture ou habitant venant de Couture
- Le Four : Il y avait un four à chaux.
- Le Rocher : Le rocher avait pour nom Le Bourdeyral (le bord de quelque chose)
- Le Rouquet : Le rocher
- Le Touron : Taillis de chênes
- Les Bordes : La limite, une bordure. Bordier au Moyen Âge
- Les Chadières, Cadières (1813) : Vient de cadières (chaises)
- Les Giroux
- Les Peyres, La Peyre : La pierre ou bien un mégalithe levé
- Les Quatre Sacs : lieu aride pour n’avoir que 4 sacs de récolte
- Les Saints, Les Sents (1854), Les Sainthes, Cintey : ceint d’un mur, fermé
- Maye de Bouye, May de Bouye (1835), Mayrebouye : vendrait de Maillerie se rapportant à la forge
- Mon Repos, Aux Repeaux (1806), puis Le Repau et Le Repos : On rapproche le nom de ce lieu au fait qu’il se trouve en haut d’une rude côte après la plaine de Bergerac.
- Pissegasse, Pisse Gasse (La pie qui pisse), Pisserate (La chauve-souris en patois)
- Plan du Casse : Plan pour le plant végétal, Casse désigne un chêne
- Plateforme : On domine un vallon depuis le haut de la falaise
- Ratabour : Le lieu aride
- Tabardine
- Terme Blanc : Le tertre blanc
- Terre Noire
- Treil de Rabot, Trel de Rabot : Treil désigne le passage ou le pressoir de M. Rabot
- Villebois : Viendrait de Villa Bosco
- Ruisseau des Giroux : Le ruisseau qui tourne…
- Ruisseau La Caborne : Le ruisseau surgit d’un trou au pied d’un arbre
- Rivière de La Gardonnette
- Ruisseau Le Courbarieux : Le ruisseau courbé

#### Lieux-dits disparus
- La Queyrille se trouvait au Nord des ‘Quatre sacs’ d’après un acte de décès du 9 octobre 1838 et concernant le sieur Vidal Jacques dit Bourdier. Étymologiquement, Queyrille désigne un emplacement, soit de fortification ou bien d’angle intérieur, soit un endroit où se trouvait un tailleur de pierres[45]
- Cavaroque (Gavaroque (Cassini)) : en 1858 au décès de Monsieur Peyhardy Jean, en 1890 celui de Peyhardy Pierre et aussi en 1869 au mariage de Mlle Peyhardy Catherine avec M. Duranton Jean. On retrouve aussi ce lieu sur Monbazillac et plus exactement sur la route menant de Monbazillac à Sadillac. Il peut y avoir une confusion de commune ou bien ce lieu se trouvait à cheval sur les deux communes.
- Les Biquettes : même son emplacement supposé reste inconnu !
- Chez Tiennet et Vigne se situaient à côté de Tabardine. Il est noté sur les cartes de Cassini.
- Cantalouette : c'est un Faux-ami qui ne veut pas dire Chante-alouette. Cante vient de l’Indo-européen et signifie Pierre. Louet vient de sommet. Différents dictionnaires topologiques donnent une traduction pour le lieu, la Montagne de la pierre plate. À cet endroit se trouve le lieu-dit Le Caillou qui s’apparente à un mégalithe du genre dolmen.
- Rebillac ou Rabillac sur les cartes de Cassini, se situait entre les Quatre sacs et les Chadières.
- Le Bourdil, la petite bordure, fait maintenant partie de la commune de Pomport, il était à Rouffignac dans le temps.
- Vignoble se trouvait à l’emplacement d’un ancien chai au-dessus de Ratabour, à la limite du Terme Blanc.

## Histoire
Rouffignac faisait partie de la châtellenie de Puyguilhem au XIVe siècle puis de la seigneurie de Flaugeac. Elle était comprise dans la juridiction de Montcuq, châtellenie de Bergerac. En 1620, elle releva plus tard des seigneurs de Monbazillac et de Bridoire. Enfin, elle fut aussi sous la dépendance de la seigneurie de Flaugeac.
Au XVIe siècle, comme dans toute la région, la religion réformée fit de nombreux adeptes à Rouffignac. Une partie de la population était protestante. Le village a appartenu, après le démembrement de la châtellenie de Montcuq, à la seigneurie de Monbazillac. Le seigneur de ce lieu ainsi que celui de Bridoire appartenaient à la religion réformée. La lutte fut âpre autour de ces châteaux et les alentours furent saccagés par les armées catholiques. Rouffignac eut notamment fort à souffrir du passage de Blaise de Monluc quand il vint assiéger Bridoire en 1558.
Rouffignac faisait partie du district de Bergerac mais, en 1790, la commune fait partie du canton de Ribagnac puis en 1801, du canton de Cunèges, renommé canton de Sigoulès en 1817, à la suite du transfert du chef-lieu.

### Liste des curés
- Géraud Perret (mort en 1710)
- François Robert de Senezergues (de 1713 au 21/01/1757)
- Lunval vivaire (1751-1752)
- Test vicaire (1752-1756)
- Berthuy (1757-14/06/1762)
- Perthus (1762-1765) officiant depuis 1758.
- Eymar (1784-1792) alla en exil.
- Anoille (1848-1851)
- Asplace (1852-1854)
- Dubois (1854-1856)
- Rousseau Lafargette (1856-1858)
- Chassagne (1858-1860)
- Perramont (1862-1874)
- Delmon (1875-1879)
- Belley Georges (1880-1883)
- Salvat (1883-1885) enterré à Rouffignac.
- Gaufre (1885-1890)
- Bonnet L (1890-1896)
- Imbert (1897-1902)
- Pimouguet Jean Edmond (1902-1910), il logeait à Saint-Laurent-des-Vignes.
- Lambert (1910-1913) tué par un bombardement
- Seyral (1913-1920)
- Pimouguet J E (1920)
- Guillot (1920) de Saint-Laurent-des-Vignes.
- Pujol (1927-1932) habitait Ribagnac.
- Guillot (1933-1942)
- Kontz (1943-1945) prêtre réfugié alsacien.
- Guillot (1945-1946)
- Javerzac (1946-1949) depuis Ribagnac.
- Afflet (1949-1951) depuis Pomport.
- Coq (1951-1954) depuis Pomport
- Exartier (1955-1959)
- Trougnac (1959-1956)
- Menant (1956-1978)
- Launay (1978-1985)

## Politique et administration

### Rattachements administratifs
Dès 1790, la commune de Rouffignac-de-Sigoulès a été rattachée au canton de Ribagnac qui dépendait du district de Bergerac jusqu'en 1795, date de suppression des districts. Lorsque ce canton est supprimé par la loi du 8 pluviôse an IX (28 janvier 1801)  portant sur la « réduction du nombre de justices de paix », la commune est rattachée au canton de Cunéges (devenu canton de Sigoulès en 1817) dépendant de l'arrondissement de Bergerac.

### Intercommunalité
Fin 2003, Rouffignac-de-Sigoulès intègre dès sa création la communauté de communes des Coteaux de Sigoulès. Celle-ci fusionne avec l'ancienne communauté d'agglomération bergeracoise au 1er janvier 2017 pour former la nouvelle communauté d'agglomération bergeracoise.

### Administration municipale
La population de la commune étant comprise entre 100 et 499 habitants au recensement de 2017, onze conseillers municipaux ont été élus en 2020,.

### Liste des maires
| Période                                   | Période  | Identité               | Étiquette  | Qualité                      |
| ----------------------------------------- | -------- | ---------------------- | ---------- | ---------------------------- |
| Les données manquantes sont à compléter.  |          |                        |            |                              |
| 3 vendémiaire an VIII (25 septembre 1799) |          | Jean Chauffaud         |            | Agent municipal              |
| 1812                                      |          | Jean Chauffaud         |            | Notaire                      |
| 1817                                      |          | Jacques Géraud         |            |                              |
| 1818                                      |          | Pierre Baylac          |            |                              |
| 1861                                      |          | Leyssalle              |            |                              |
| 1872                                      |          | Guillaume Baudry       |            |                              |
| 1879                                      |          | Picard                 |            |                              |
| 1881                                      |          | Comte Eugène de Solere |            |                              |
| 1893                                      |          | Jacques Grossoleil     |            |                              |
| 1894                                      |          | Picard Aîné            |            |                              |
| 1914                                      |          | François Guérin        |            |                              |
| 1920                                      |          | Élie Rigaudie          |            |                              |
| 1935                                      |          | Joseph Dard            |            |                              |
| 1938                                      |          | Édouard Augier         |            | Maire par intérim            |
| 1945                                      |          | Marcel Vergnol         |            |                              |
| 1953                                      |          | Claude Prouillac       |            |                              |
| 1983                                      |          | Marcel Royère          |            |                              |
| 2001 (réélu en mai 2020)                  | En cours | Alain Castang          | SE puis PS | Conseiller EDF puis retraité |

La mairie : située dans une pièce, indépendante et exiguë, de la maison des instituteurs, la maison du peuple pour les citoyens, a déménagé en 1967 pour se retrouver attenante à la salle des fêtes nouvellement construite. Vers 1865, le maire, le citoyen Leyssalle, habitant à la Bouyssonnie, recevait ses administrés en ce lieu-dit dans un bâtiment appelé encore la Garde Pile. Aujourd’hui, elle se situe à son ancien emplacement au croisement actuel de la route départementale 933 et de la rue principale du village.

### Jumelages
En mai 2024, la commune québécoise de Trois-Pistoles se jumelle avec l'association « Rive du Dropt » qui regroupe sept communes françaises de la Dordogne et de Lot-et-Garonne, dont Rouffignac-de-Sigoulès.

## Équipements et services publics

### Justice
Dans le domaine judiciaire, Rouffignac-de-Sigoulès relève : 
- du tribunal judiciaire, du tribunal pour enfants, du conseil de prud'hommes et du tribunal de commerce de Bergerac ;
- du pôle Nationalité du tribunal judiciaire de Périgueux (compétent uniquement dans le domaine de la nationalité) ;
- de la cour d'appel, du tribunal administratif et de la  cour administrative d'appel de Bordeaux.

## Population et société

### Démographie
L'évolution du nombre d'habitants est connue à travers les recensements de la population effectués dans la commune depuis 1793. Pour les communes de moins de 10 000 habitants, une enquête de recensement portant sur toute la population est réalisée tous les cinq ans, les populations de référence des années intermédiaires étant quant à elles estimées par interpolation ou extrapolation. Pour la commune, le premier recensement exhaustif entrant dans le cadre du nouveau dispositif a été réalisé en 2007.

En 2022, la commune comptait 321 habitants, en stagnation par rapport à 2016 (Dordogne : +0,37 %, France hors Mayotte : +2,11 %).
| 1793 | 1800 | 1806 | 1821 | 1831 | 1836 | 1841 | 1846 | 1851 |
| ---- | ---- | ---- | ---- | ---- | ---- | ---- | ---- | ---- |
| 296  | 248  | 279  | 362  | 307  | 312  | 307  | 340  | 330  |

| 1856 | 1861 | 1866 | 1872 | 1876 | 1881 | 1886 | 1891 | 1896 |
| ---- | ---- | ---- | ---- | ---- | ---- | ---- | ---- | ---- |
| 359  | 327  | 282  | 310  | 341  | 332  | 268  | 239  | 275  |

| 1901 | 1906 | 1911 | 1921 | 1926 | 1931 | 1936 | 1946 | 1954 |
| ---- | ---- | ---- | ---- | ---- | ---- | ---- | ---- | ---- |
| 274  | 253  | 275  | 242  | 262  | 292  | 303  | 303  | 283  |

| 1962 | 1968 | 1975 | 1982 | 1990 | 1999 | 2006 | 2007 | 2012 |
| ---- | ---- | ---- | ---- | ---- | ---- | ---- | ---- | ---- |
| 279  | 253  | 263  | 281  | 282  | 284  | 337  | 344  | 346  |

| 2017 | 2022 | - | - | - | - | - | - | - |
| ---- | ---- | - | - | - | - | - | - | - |
| 311  | 321  | - | - | - | - | - | - | - |

### Enseignement
L’ancienne école de Rouffignac a ouvert ses portes vers 1860 sur l’emplacement de la maison Rouby. On payait 18 francs par an pour chaque enfant, la somme était versée au percepteur qui la rétrocédait à l’instituteur. Ce village qui avait une population inférieure à 500 habitants n’a pas eu à bâtir une école des filles qui devait être séparée de celle des garçons (loi de 1867).
L’école actuelle a été érigée à la fin du XIXe siècle, en 1880, juste après la loi Jules Ferry. Sa date de construction est inscrite sur son soubassement. Après 1934, la cantine s’est tenue à l’arrière de l’auberge. Actuellement, elle se situe à proximité de l’école et une cantinière est chargée de confectionner tous les repas.

### Électrification
L’électrification du bourg s’est faite dans les années 1928 à 1930. Ce que l’on appelle l’électrification des dessertes, c’est-à-dire les autres foyers non regroupés, s’est poursuivie jusqu’en 1937–38. Le premier éclairage public à Rouffignac est décidé en conseil municipal le 29 novembre 1931. Il sera établi une lampe électrique de 32 bougies actionnée par un interrupteur indépendant.

### Alimentation en eau
L'adduction d'eau est récente, elle a eu lieu dans les années 1974-75. Jusqu’alors, l’eau venait des puits, sources, fontaines et autres pompages personnels ou bien communaux.
En cas de pénurie le village s’alimentait grâce à quatre points d’eau officiellement désignés La Selmonie, Près du lavoir, Au Touron, À la Fontanguillère.

## Économie

### Historique
Une activité parallèle à l’agriculture ayant trait au bâtiment existait en 1861 sur la commune. C’était un four à chaux. Après avis préfectoral et aussi celui du conseil municipal du 26 mai 1861, l’exploitant a eu l’autorisation de construire un four à chaux au lieu-dit Le Caillou, sur le bord de la route impériale numéro 133. La porte de ce four devait faire face au couchant afin d’éviter les nuisances. Cette autorisation était subordonnée aux gènes qui pouvaient survenir.
L’agriculture a toujours une place prépondérante dans ce coin de Périgord pourpre. Les exploitants agricoles étaient défendus par plusieurs syndicats : le Syndicat des propriétaires de la côte de Monbazillac  (créé le 20 octobre 1895), le Syndicat des propriétaires viticoles de l’arrondissement de Bergerac pour la défense des vins naturels (créé le 23 novembre 1899), le Comice et Syndicat agricole et viticole de Sigoulès (créé le 18 mai 1883), le Syndicat général des ouvriers agricoles (créé en février 1900 et dont le siège est à Rouffignac) et le Syndicat de Monbazillac de défense contre la grêle (créé en mai 1900).
Dans le département, la population agricole était, en 1852, composée de 9 966 propriétaires n’habitant pas le département, 47 893 propriétaires cultivant pour eux-mêmes, 20 982 propriétaires cultivant pour eux et d'autres, 2 552 au statut de fermiers et 14 905 métayers, 386 maîtres-valets et 127 régisseurs. En 1856, 92 % de la population était rurale.

### Activités actuelles
La commune accueille de nos jours des activités diversifiées créant un bassin d’emplois, parmi lesquelles une entreprise de mécanique de précision, une société de tonnellerie, des entreprises du bâtiment, un abattoir et transformation de volailles ainsi qu'un restaurant.
Au niveau agricole, la commune a un éleveur de vaches blondes d’Aquitaine, un éleveur de poulets, un élevage de volailles avec abattoir et transformation. Mais la viticulture est la principale activité agricole de la commune. Pour une superficie totale de 652 ha, il y a 218 ha de vignes classées en AOC Monbazillac et Bergerac.
Le marché de la commune se tient à Sigoulès, chef-lieu de canton, le vendredi matin.

#### Emploi
En 2015, parmi la population communale comprise entre 15 et 64 ans, les actifs représentent 166 personnes, soit 50,2 % de la population municipale. Le nombre de chômeurs (dix-huit) a augmenté par rapport à 2010 (dix) et le taux de chômage de cette population active s'établit à 10,9 %.

#### Établissements
Au 31 décembre 2015, la commune compte cinquante-quatre établissements, dont vingt-huit au niveau des commerces, transports ou services, douze dans l'agriculture, la sylviculture ou la pêche, huit dans la construction, trois relatifs au secteur administratif, à l'enseignement, à la santé ou à l'action sociale, et trois dans l'industrie.

### Manifestations culturelles et festivités
- La fête du Village : Rouffignac-de-Sigoulès avait sa fête, disons paroissiale, le 1er dimanche de juin, relative à la Saint Clair, patron de son église. Une autre fête se déroulait Aux Giroux, dans les prés. On y faisait admirer la Croze Tinlante : perte d’eau alimentant la Grotte de la Fontanguillière. Cette festivité s’est perdue vers 1930. Au village du Four, il y avait une frairie dans les années 1820, elle se déroulait durant l’été. En 1920, la salle de bal du village se situait dans une pièce attenante à l’auberge. Cette salle a brûlé en 1955.

La commune dispose d’une vaste salle des fêtes. La fête du village se déroule maintenant le 14 juillet, il y a un vide-grenier et beaucoup d’animations sportives et culturelles (randonnée pédestre, expositions, concours avicole...).
- La fête à la Fontanguillière : créée au début du siècle, vers 1905, à l’initiative des habitants de la commune, cette fête avait une renommée s’étendant au-delà du canton. C’était un Grand bal couvert, stands de tir, rampos, buvettes, courses en sacs, concours de pèche, courses d’ânes, grand feu d’artifice. Cette fête a été abandonnée autour des années 1970.
- La plantation des Mais : Rouffignac-de-Sigoulès est une des communes du Périgord à vouloir maintenir une tradition ancestrale : planter les Mais, cette tradition existe déjà en 1562. Cette manifestation communale fait suite aux élections municipales afin de fêter les nouveaux élus mais aussi de maintenir un esprit de convivialité entre les citoyens en associant à la fête tous les habitants de la commune.

Cette cérémonie se déroule depuis le matin. Les hommes vont chercher l'arbre dans la forêt. Plus tard, un cortège d’élus et d’administrés se rend chez chaque nouvel élu afin de l’honorer par une décoration toute républicaine de sa maison. Puis, en fin d’après-midi, la plantation du Mai s’effectue près de la Mairie en présence de toute la communauté. Cet arbre est décoré de 11 drapeaux, de rubans et d'une pancarte portant l'inscription "Honneur à notre élu(e)". S’ensuit un grand repas festif.

### Vie associative
De nombreuses associations animent cette petite commune rurale : le Comité des Fêtes, organisant des festivités, le Club des bénévoles, qui restaure le patrimoine communal et L'Union avicole bergeracoise, qui a pour but la sauvegarde de races de volatiles.
La commune édite tous les trimestres un journal, Rouffignac Infos, concernant son territoire, relatant les activités du conseil municipal, les évènements et manifestations.

## Culture locale et patrimoine

### Lieux et monuments
La commune possédait, au XIIe siècle, un château qui se situait à la droite de l’église. D’après l’architecture de base encore existante, le clocher actuel peut avoir été le donjon ou bien une tour du château. Loin d’être un château féodal, ce n’en était pas moins une demeure seigneuriale.
Près du lieu-dit Le Caillou, au Sud de la commune près du ruisseau de La Caborne, non loin d’une fontaine, se trouve un dolmen dont la table est à terre. À proximité du lieu-dit le Rouquet, en défonçant la terre afin de planter de la vigne, ont été trouvées de grandes pierres longues, taillées, creusées ou du moins façonnées, c’était des sarcophages qui ont disparu.
Le long du ruisseau de la Caborne, dans les falaises, se trouvent trois cavités ouvertes sur la vallée. Elles ont servi d’abris aux habitants, on y voit assez haut des trous pour y enficher des bois et améliorer certainement l’abri. Au lieu-dit Le Touron, existent des cluzeaux creusés et bâtis dont l’origine est inconnue mais qui ont servi dans le temps de chambre froide à un boucher installé en ce lieu.

#### La grotte de la Fontanguillère
Entre les Giroux et la Brande se trouve une perte de ruisseau, dite de la Croze Tinlante (la croix qui tinte), elle alimente la grotte de la Fontanguillère (ou « Fontainguillière »). Cette grotte a été creusée dans le calcaire par le ruisseau souterrain des Giroux ou de Fontindoule, au ras de la molasse du Jurassique. Au XIVe siècle, la grotte aurait renfermé les restes d'une centaine d'individus. Elle a été redécouverte en 1875 et il y fut trouvé des preuves d'occupation au Chalcolithique et au bronze final, sous la forme d’inhumations disposées sur des claies suspendues par des pilotis, au-dessus d’un ruisseau souterrain. La grotte aurait également été fréquentée au premier âge du fer, comme en témoigne un « vase saladier » contenant une épingle en bronze et surtout trois bracelets ouverts Du mobilier datant de La Tène III (vase, fusaïole en plomb à protubérances) a également été recueilli. Des témoignages d’occupation humaine datant du Néolithique final (Artenac), c’est-à-dire 1800 à 2400 av. J.-C., ont été retrouvés.
Au même lieu-dit, près de la grotte, traversé par la D 933, on a trouvé en 1958 lors d’un labour un site à tegulae et une figurine en bronze représentant une tête de femme de profil, à la coiffure tenue par des bandelettes. En 1975, à la suite de travaux d’adduction, des murs sont apparus à 0,60 / 1 m de profondeur. On aurait découvert également une cruche emplie de monnaies romaines au lieu-dit La Font de la Vie.

#### L'église

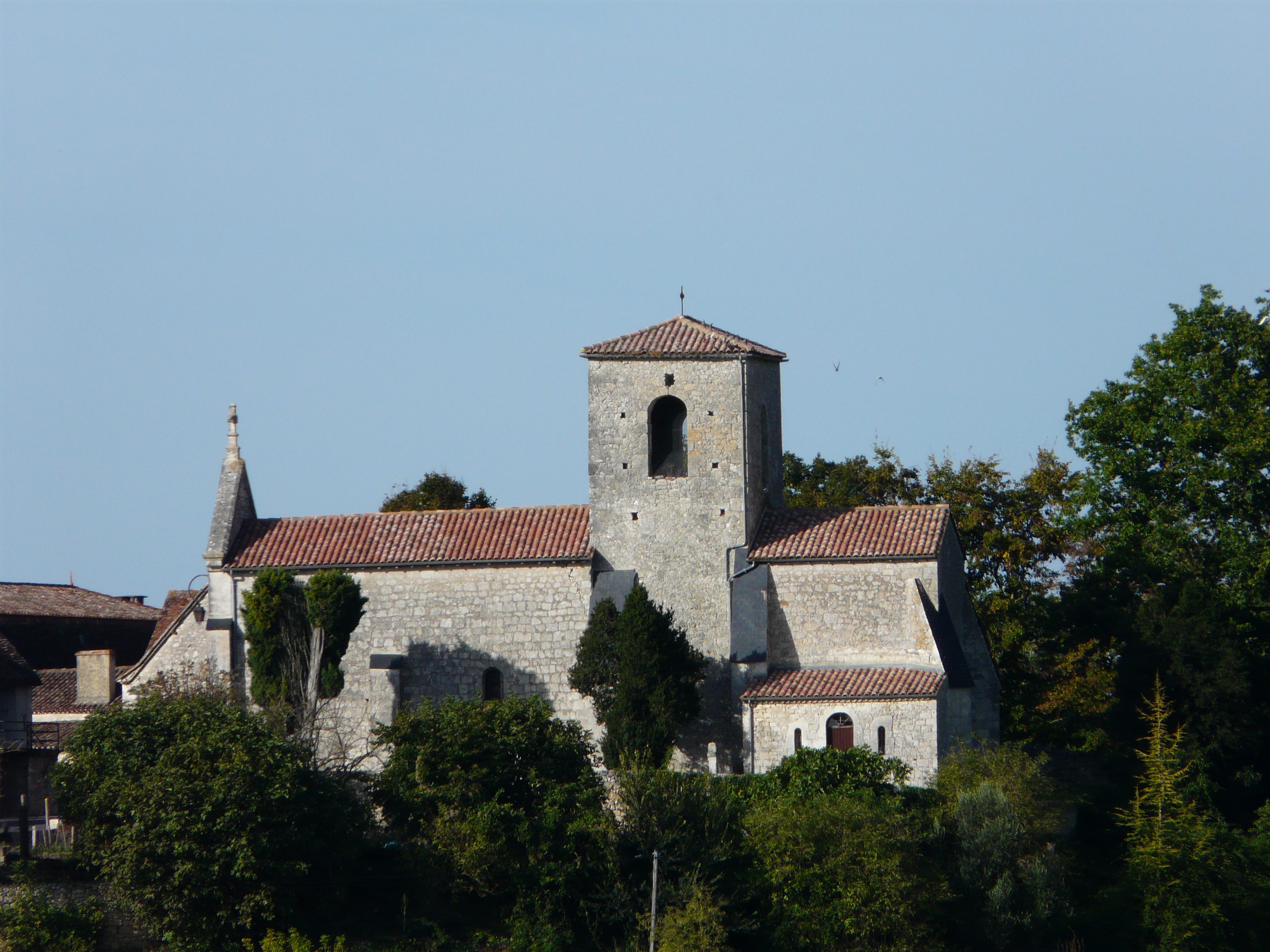
L'église Saint-Clair.

Titulaire et patron de Rouffignac : Saint Clair fêté le 1er juin.
La paroisse avait jadis l’évêque de Sarlat pour collecteur. En 1365, au niveau du classement religieux, Rouffignac fait partie de l’archiprêtré de Flaugeac qui comprenait 39 paroisses. On ne connaît qu’un titulaire en 1520 : François Gannier. L’église de Rouffignac qui dépendait de Pomport fut érigée en succursale par ordonnance du 15 juillet 1846.
L’église est en partie du XIIe siècle, les murs de la nef ainsi que la travée voûtée d’une coupole couronnée par un clocher, appartiennent à cette première époque de construction. À partir de la fin du XVe siècle, cette église subit beaucoup de modifications. En effet, s’est construit un chevet plat, derrière l’autel, couvert d’une voûte surcroisée d’ogives. La facture des piliers supportant les travées d’ogives permet de mieux situer dans le temps la construction romane, donc à la fin du XIIe siècle. Il faut remarquer toutefois que la base des colonnes, au Sud et au Nord sont différentes.
Le clocher barlong est percé sur chaque face d’une ouverture plein-cintre dont l’arc a été refait, et il est couvert d’un toit à quatre pans de tuiles canal. De nombreux trous de boulin (pour les échafaudages d’édification) et des contreforts gothiques ayant remplacé certainement ceux de style roman. Sur le côté Nord, un contrefort roman comprend un escalier à vis naissant à environ quatre mètres du sol qui fut éclairé à l’origine par une petite baie rectangulaire. La partie supérieure de cet escalier est actuellement ruinée. Il est impossible d’imaginer sa terminaison non plus que la forme de l’ancien chevet, peut être en forme d’abside ou bien par un chevet plat, comme dans d’autres églises romanes de la région.
La nef de 15,80 m sur 4,90 m est constituée de murs d’époque romane qui ont souvent été repris. Le renfoncement intérieur à gauche servait à accueillir le confessionnal en bois. La façade à l’Ouest avait 1,75 m d’épaisseur, avant d’être reconstruite, en 1896.
On peut remarquer sur la façade Sud que le contrefort, à l’aplomb du clocher et de la nef, est de style roman. Il a été rajouté au XVe siècle, il n’est pas symétrique à son opposé, il a été retouché à maintes reprises. Au niveau du clocher, à l’intérieur et sur le mur Nord, nous pouvons voir la partie inférieure d’une baie étroite, sans doute aveuglée, sans doute romane, c’est à cet endroit que se trouvait la chapelle à la Vierge. Sur le même mur, une porte en plein-cintre d’allure romane et semi enterrée a été murée, elle devait certainement permettre l’accès au cimetière depuis la nef.
Le chevet est presque carré de 4,90 m sur 4,85 m. Il est surmonté d’une voûte sur croisée d’ogives s’appuyant sur quatre colonnes d’angle dont la base est à demi-cachée, le sol ayant été surélevé. À l’extérieur, quatre contreforts à talus de style gothique renforcent la structure, leur hauteur différente est due à des remaniements et aussi à la déclivité du terrain.
La sacristie attenante au mur Sud du chevet a été construite à la fin du XVIIIe siècle ou au début du XIXe siècle. Les deux baies qui l’éclairent sont un réemploi de construction romane. Une partie de l’église est voûtée, l’autre était lambrissée mais fut remplacée par une voûte en berceau plein cintre avec un arc en pierre au milieu et soutenu par deux piliers. Elle est recouverte de briques enduites. Le carrelage a remplacé un pavement, le chœur a été surélevé.
L’église de Rouffignac avait aussi ses meubles, répertoriés par l’abbé Brugière : « Il y a des tableaux de sainte Jeanne de Valois et sainte Scholastique (la sœur de saint Benoît). Les statues représentent : la Vierge, saint Joseph, saint Clair. L’autel est en bois sculpté et la cloche pèse 1 200 livres. »
L'église se dégrada dans le courant des XIXe et XXe siècles. En 1810, le portail et le clocher menaçaient ruine. En 1889, le plafond s'est effondré et l'abside due être surhaussée. Puis, en 1948, la première voûte de la nef s’est effondrée. Finalement, elle a été rénovée en 2008 : son plafond intérieur a été refait, sa façade ravalée, son parvis sécurisé et son décor intérieur repris. Le clocher ainsi que la façade sont illuminés car Rouffignac de Sigoulès est un phare sur les hauteurs du Monbazillacois dont il forme la limite Sud.
L'église et la mairie sont illuminées tous les soirs.

#### Les presbytères
Rouffignac-de-Sigoulès a eu deux presbytères. Le premier a été bâti en 1726 pour le curé de la paroisse : François de Sénezergues qui était issu d’une authentique noblesse du Cantal et appelé à venir exercer son sacerdoce à Rouffignac à cause de la grande pénurie de prêtres qui sévissait dans la région. Ce presbytère a été béni le 20 janvier 1727 par le curé de Pomport (Jacques Talon) en présence des curés de Lestignac (Lafoze), de Monbazillac (Lapayrie), de Bayac (Combefort) et l’archiprêtre de Bordeaux (Mgr du Vigier d’Aubusson). Ce baptême a été transcrit dans le registre de baptêmes paroissiaux, autrement dit, l’état civil de l’époque.
Le deuxième presbytère a aussi une histoire. « Demeure de même facture que la précédente. Toit brisé à la Mansard, sans lucarne, terrassons de tuiles rondes y compris les croupes, baies à linteaux droits noyés dans de grandes surfaces de maçonnerie… Prolongée par une adjonction dans le même style (voir plus loin : réparations et agrandissement) qui forme sur une façade un léger ressaut et sur l’autre un véritable retour d’équerre. » Cette maison appartenait sous l’Ancien Régime aux Guyon Tarsac de Saint-Victor. Elle a été vendue le 26 prairial an IV (14 juin 1796) et fut adjugée au sieur Segondat pour 1 956 francs. Par la suite, le bâtiment appartient à Jean Prunet, un maçon qui le vend à la commune pour devenir un presbytère en 1848. Il est à 50 mètres de l’église, comporte 6 pièces avec dépendances, un jardin de 7 ares 36 ca. Il sera loué au curé de la paroisse, qui pourra le surlouer, jusqu’à ce qu’il soit relevé de sa charge paroissiale.

### Cimetières
Le cimetière principal et public fait partie de la confrérie du Rosaire.
Dans la commune, il existe des cimetières particuliers et aussi des tombes disséminées au gré et au vouloir des défunts et de leur famille. Ces cimetières trouvent le plus souvent leur origine dans le culte protestant qui voulait que chaque famille ait ses défunts près de chez elle. Il y a ainsi 14 tombes connues et plus ou moins répertoriées.
Un nouveau cimetière a été construit dans le vallon attenant au village, il renferme beaucoup d’anciennes tombes qui se trouvaient dans les cimetières cernant l’église.
Par ailleurs, un monument aux morts fut érigé en 1924. Une première épure de l’édifice a été tracée le 5 octobre 1923 avec devis. Une souscription publique a été lancée et les habitants généreux y sont allés de 3 692 francs le 24 juin 1923. Nom du sculpteur : M. Dorillac, de  Bergerac.

### Patrimoine naturel
Au sud, la Gardonnette borde le territoire communal sur plusieurs kilomètres. Le cours d'eau et ses rives font partie d'une zone naturelle d'intérêt écologique, faunistique et floristique (ZNIEFF) de type I où pousse une plante rare, la fritillaire pintade, (Fritillaria meleagris) et fréquentée par trois espèces de chauves-souris : le Grand murin (Myotis myotis), le Minioptère de Schreibers (Miniopterus schreibersii) et le Rhinolophe euryale (Rhinolophus euryale),.

### Personnalités liées à la commune
- Michel Moulinier (1943-2004), ancien général, a vécu et est mort à Rouffignac-de-Sigoulès[63].

### Héraldique
| Blason de Rouffignac-de-Sigoulès | Blason  | Taillé : au 1er de pourpre à la grappe de raisin d'or, au 2e d'or à l'entrée de grotte de sable fermée par une frette d'argent ; au chef bastillé d'azur, chargé d'une épée tournée en fasce d'argent, garnie de gueules et pommetée d'argent, le chef brochant sur le taillé, le tout enfermé dans une filière de sinople. |
| Blason de Rouffignac-de-Sigoulès | Détails | Le statut officiel du blason reste à déterminer. |

## Pour approfondir